# Albuca prasina
Albuca prasina är en sparrisväxtart som först beskrevs av Ker Gawl., och fick sitt nu gällande namn av John Charles Manning och Peter Goldblatt. Albuca prasina ingår i släktet Albuca och familjen sparrisväxter. Inga underarter finns listade i Catalogue of Life.